# Empresa Cruz
A Empresa Cruz foi uma empresa brasileira que atuava no ramo de transportes, fundada pelo imigrante italiano Leonardo Cruz em 1938 na cidade de Araraquara, estado de São Paulo.
A empresa foi responsável por diversas linhas que ligam o interior paulista a capital São Paulo e ao litoral do estado. Também operava parte do transporte urbano de Araraquara. Pertencia ao Grupo Comporte, conglomerado de transportes liderado pelo empresário Nenê Constantino, que também controla a Gol Linhas Aéreas.

## História
A Empresa Cruz iniciou suas atividades em 1938 já instalando uma garagem na Rua Gonçalves Dias, no município de Araraquara. Com apenas duas jardineiras Chevrolet Tigre, a viação inaugurou sua primeira linha que ligava aquele mesmo município a vizinha cidade de Nova Europa. Já no ano seguinte, com o rápido crescimento de sua frota, a empresa começaria a abranger seus serviços para as cidades de Gavião Peixoto, Tabatinga e Ibitinga.
Na década de 40, quando Getúlio Vargas havia declarado guerra as chamadas Potências do Eixo durante a Segunda Guerra, o Brasil passou por uma escassez de combustível. Isso obrigou a Empresa Cruz a adaptar aparelhos para a utilização de gasogênio em seus veículos. Nessa mesma época, a empresa cria o Expresso Tupi, realizando viagens sem parada de Araraquara a Novo Horizonte passando pelos municípios de Itápolis e Borborema. Nos anos 50, a viação começa a realizar viagens mais longas chegando finalmente a capital paulista com uma linha que ligava Araraquara a São Paulo.
Nos anos 60, a empresa começa a trabalhar também no ramo de transporte de pequenas encomendas, já se firmando com uma das principais operadoras de ônibus do interior de São Paulo. A Empresa Cruz começa a diversificar horários e linhas ligando a capital paulista ao interior do Estado através de cidades importantes como Ribeirão Preto, São Carlos, Campinas, Ibitinga, Tabatinga, Nova Europa, Novo Horizonte, Borborema, Itápolis, Américo Brasiliense, Taquaritinga e Monte Alto.
Nos anos 70, a viação dá um grande passo inaugurando suas novas instalações na Rua Domingos Zanin, 264, em Araraquara (cidade natal da empresa). Na década seguinte, a Empresa Cruz é vendida, acentuando ainda mais o crescimento da empresa com a compra de novos veículos. A empresa posteriormente, no anos 90, lança os Ômega Buses com muitas inovações, como: ar condicionado, “tv a bordo”, poltronas soft leito turismo, descanso para as pernas, compartimentos para água e café e sistema de suspensão a ar.
A Empresa Cruz foi uma das mais utilizadas viações de ônibus para viagens rumo ao interior paulista. A viação possuia garagens nas cidades de São Paulo, São Carlos, Ribeirão Preto, Araraquara, Novo Horizonte e Ibitinga. Possuia mais de 50 agências de venda de passagens em diversos municípios no interior do estado, na capital e também no litoral paulista.
Em 2016 começou a operar no transporte coletivo de Araraquara junto com a Viação Paraty, formando o Consórcio Araraquara de Transportes - CAT, por um período de 20 anos.
Em 2024, foi anunciada a incorporação da Empresa Cruz pela Viação Piracicabana, ambas do Grupo Comporte.